# Дафф, Роберт
Роберт Дафф (ок. 1721 − 6 июня 1787) — британский моряк, впоследствии адмирал и губернатор Ньюфаундленда.
Родился, вероятно, в Англии, двоюродный брат Уильяма Даффа, 1-го графа Файф. Когда поступил в Королевский флот точно неизвестно, но числился лейтенантом 9 марта 1739 года, а в 1744 году произведен в коммандеры и в 1746 году командовал бомбардирским кораблем HMS Terror у берегов Шотландии. 23 октября того же года он принял командование HMS Anglesea (44). Оставался у английских берегов до конца Войны за австрийское наследство в 1748 году.
В 1755 году назначен командовать HMS Rochester (50), на нём встретил Семилетнюю войну. Провел несколько лет в отдельном или совместном крейсерстве. В 1758 году в составе эскадры коммодора виконта Хау поддерживал экспедиции в Сен-Мало, Шербур и Сент-Каст. В 1759 командовал малой эскадрой (4 50-пушечных и 4 фрегата), стерегшей французов у залива Морбиан; одновременно флот адмирала Хока следил за Брестом.
20 ноября 1759 года разведчики Даффа доложили о приближении французского флота. Он скомандовал выбирать якоря, и французы погнались за ним. Но связал их боем основной флот, и столкновение вылилось в разгром французов в бухте Киберон.
Дафф получил в командование HMS Foudroyant; на нём с эскадрой Родни пошёл в Вест-Индию. В 1762 был при захвате Мартиники, но ссылаясь на старшинство отказался служить флаг-капитаном у Родни, и был отправлен домой. В 1764 году женился на Элен Дафф, дочери кузена Уильяма.
31 марта 1775 года был произведён в контр-адмиралы синей эскадры, в апреле назначен главнокомандующим и губернатором на Ньюфаундленд. На этом посту прослужил меньше года.
В 1775 году на Средиземном море держал флаг на HMS Panther. В 1777 году стал контр-адмиралом белой эскадры. 29 января 1778 года произведён в вице-адмиралы синей эскадры. В 1779 году на Panther возглавлял отряд кораблей в Гибралтаре во время испанской осады. В 1780 году поселился в Англии. После этого в море не служил.
С женой Элен имел несколько детей:
- Дочь Джин, в замужестве Клерк (р. 1765)
- Сыновья:
  -  ? (р. 1766, умер без наследников)
  - Роберт Уильям (р. 1767)
  -  ? (р. 1775, умер в детстве)
  - Адам (1775—1840)
  - Джеймс Александр (1777—1800)

Умер в Квинсферри 6 июня 1787 года.